# Monte Beistum

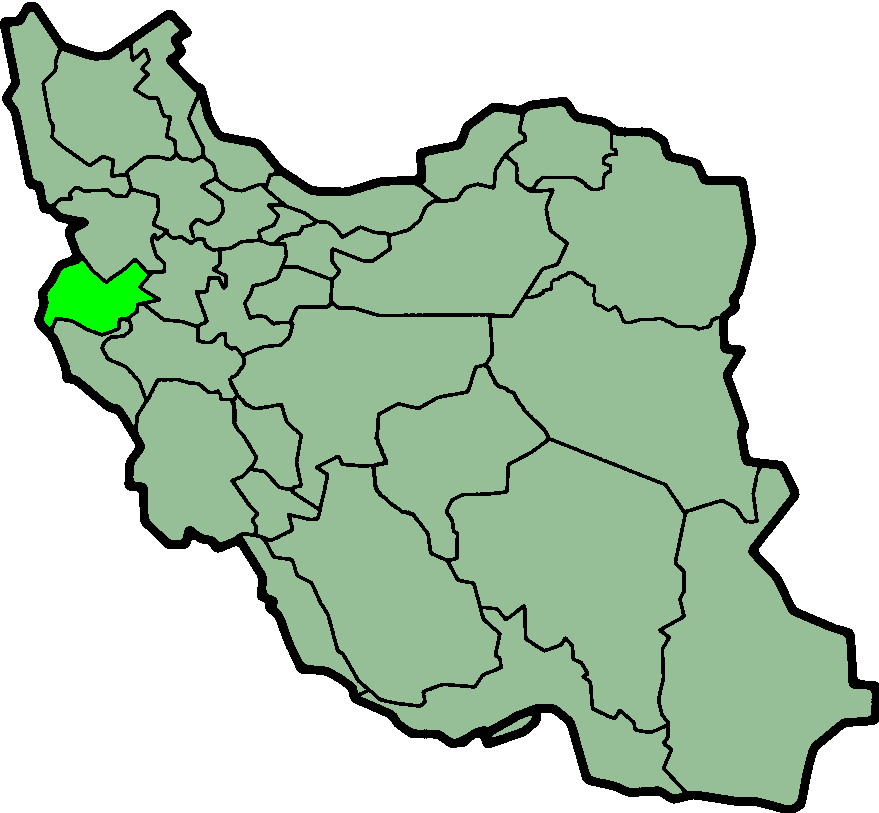
A Província de Quermanxá, no Irã

Monte Beistum (Behistun), Bisitum (Bisitun) ou Bisutum (Bisutun; em persa: بیستون) é uma montanha situada na província de Quermanxá (34° 18′ N, 47° 04′ L), na região ocidental do Irã, a cerca de 525 km de Teerã.
A montanha é famosa pelo seu relevo rochoso, onde o grande xá, Dario, o Grande, fez gravar a narração de seus feitos por volta de 500 a.C., no que é hoje conhecido como a Inscrição de Beistum.